# Skinz
Skinz er en dansk-somalisk sanger. Han skrev kontrakt med Warner Music i 2016. I 2018 modtog han Zulu Awards i kategorien Årets nye navn.

## Diskografier
| År   | Titel                                  | Højeste placering | Album             |
| År   | Titel                                  | Danmark           | Album             |
| ---- | -------------------------------------- | ----------------- | ----------------- |
| 2014 | "Der findes ingen" (feat. Medina)      | 20                | Byen sover aldrig |
| 2017 | "Jeg har en pige"                      | 9                 | Ingen Drama       |
| 2017 | "I min zone"                           | 27                | Ingen Drama       |
| 2017 | "Jaloux"                               | 39                | Ingen Drama       |
| 2018 | "Malibu"                               | 8                 | Ingen Drama       |
| 2018 | "Ubesvaret opkald"                     | 29                | Ingen Drama       |
| 2018 | "Højre og venstre" (feat. Ericka Jane) | 19                | Ingen Drama       |
| 2020 | "Glemmer alting" (med Faustix)         | 19                | TBA               |
| 2021 | "Jeg kan lide din vibe" (med Jimilian) | 34                | TBA               |